# Velika Njemačka
Velika Njemačka (njemački: Großdeutschland) je izraz koji obuhvaća njemačku državu na prostoru svih njemačkih govornih područja i područja gdje većinski žive Nijemci.
Nacisti su svoju Veliku Njemačku gradili kao "živeći prostor" (Lebensraum) u kojem će živjeti samo njemački narodi. Obrnuto Velikoj Njemačkoj je "Mala Njemačka" ili (Kleindeutschland).

## Povijest

### Pregled
Ideja Velike Njemačke je proizvod nacionalizma i ujedinjene mržnje, kulture i jezika, što se razlikuje od tipičnog nacionalizma koji veliča domovinu.
Velikonjemački pokret je dio nacionalne nadgradnje koja se događala u Europi u 18. i 19. stoljeću, kada se u multinacionalnim državama kao u Austro-Ugarskoj i Rusiji dolazi do nacionalnog osvješćivanja drugih naroda. Njemačko nacionalno osvješćivanje može biti uspoređeno s talijanskim, mađarskim, srbijanskim, i poljskim prije 1914. iredentizmom. Stoljeće kasnije, s nacistima na vlasti, ideja Velike Njemačke postaje dio propagande u kojem se ističe vladavina nad ostalim, nenjemačkim zemljama.
Stvaranjem Velike Njemačke i uključivajući i njemačke govorne prostore te Austriju pokušala se stvoriti protu-teža autokratskoj Prusiji i liberalnim južnonjemnačkim državama. Činjenično, moćna Prusija postala je problem svim njemačkim vladama. Od reformacije Martina Luthera 1500-ih i Tridesetogodišnjeg rata Nijemci su bili razdvojeni na protestante, pruskodominanti sjever, južne katolike i na Nijemce kojima je vladala Austrija i Bavarska. Do stvaranja Njemačkog Carstva 1871. godine od strane von Bismarcka, podijele raligija i kultura bile su zamijenjene političkim podijelama, i tako ostaje do polovice 20. stoljeća.
Sve kulturne, religijske i političke razlike su glavni krivac zašto je Austrija ostala nezavisna, a ne pod vlašću Velike Njemačke (Njemačkog Carstva). I ujedinjenje Austrije s Njemačkim Carstvom nije odgovaralo samome Ottu von Bismarcku, odanom časniku pruskome kralju, koji je zahtijevao prusku prevlast u Njemačkoj, a ulazak Austrije u Njemačku značilo bi dominacija Austrije.

### Prusko-Austrijski sukob
U 19. stoljeću Velika Njemačka (Großdeutschland) bila je ideja o ujedinjenoj Njemačkoj, uključujući i Austriju, opoziciju Prusiji koja je promovirala Malu Njemačku (Kleindeutschland), u čiji sastav Austrija nije bila uključena. 1848., njeamčki liberali i nacionalisti, ujedinjeni u revoluciji, formiraju Frankfurtski parlament, dok je Narodna skupština zahtijevala ujedinjenje svih Nijemcima naseljenih područja. Ta ideja o ujedinjenju svih njemačkih područja, koja je umalo ostvarena, bila je upropaštena konfliktom Prusije i Austrije. Osnivanjem Njemačkog Carstva 1871., koje nije uključivalo Austriju, pruska ideja Kleindeutschlanda stavljena je u praksu.
Neki su željeli ujedinjenu Njemačku koja bi uključivala cjelokupnu Austro-Ugarsku. Glavna prepreka tome bila je velika populacija Mađara i Slavena, uključujući Hrvate, Poljake, Slovake, Čehe, Slovence, Srbe, Ruse i Ukrajince. Zbog tog razloga, liberali su 1848. predložili alternativu za Großdeutschland koja bi uključivala austrijski prostor, Bohemiju i Moravsku oblast i austrijsku Sloveniju, a bez prostora Mađarske, Hrvatske i Kraljevine Galicije. No, ta ideja bi raskopala Austro-Ugarsko Carstvo, kojim su dominirali Austrijanci, ali ni Česi nisu prihvatili taj prijedlog.

### Drugi svjetski rat
Poslije Prvog svjetskog rata, Austrijska Narodna skupština i Njemačka Narodna skupština podržale su zemlje-nasljednice svojih država (Njemačkog Carstva čiji je nasljednik bila Weimarska Njemačka i Austro-Ugarske, čiji je nasljednik bila Republika Austrija), ali te nasljednice stvorene su od strane Saveznika Prvog svjetskog rata. Sljedivši staru ideju Velike Njemačke, nacisti anektiraju Austriju (Anschluss) i tako stvaraju Njemački Reich (Deutsches Reich), kasnije preimenovan u Veliki Njemački Reich (Großdeutsches Reich).
Großdeutschland je postala stvarnost nakon Anschlussa. Tijekom rata, Njemačka je anektirala i prostor Alsace-Lorraine i Eupen-Malmedy koje je izgubila 1919., ali anektirani su i Luksemburg, Sudeti i veliki dijelovi Poljske. Prostori anektirani od Njemačke proglašeni su Velikim Njemačkim Carstvom, dijelovi Poljske kojim nije vladala nekadašnja Pruska, a bili su okupirani od strane Njemačke i protektorat Bohemija-Morava nisu bili sastavni dio Velikonjemačkog Reicha ali su bili pod njemačkom upravom. Velikonjemački Reich doživio je veliki krah 1945. godine kada je Njemačka kapitulirala i predala se Saveznicima 1945.

## Legalitet
Zbog povezanosti s nacističkom Njemačkom, ideja Velike Njemačke sada nije predstavljene ni od jedne strane političkih skupina, ni u Njemačkoj, ni u Austriji. Oni koji podržavaju tu ideju, uglavnom se izjašnjavaju kao fašisti ili neo-nacisti.